# Schutzstaffel
Schutzstaffel, plural Schutzstaffeln, (tyskt uttal: [ˈʃʊtsˌʃtafl̩] ( lyssna), "skyddsgrupper") förkortat SS, (även skrivet ᛋᛋ med armanenrunor) var en paramilitär kamporganisation med elitpersonal tillhörande Nationalsocialistiska tyska arbetarepartiet (NSDAP). Organisationen är känd för sina omfattande förbrytelser mot mänskliga rättigheter, framförallt i samband med Förintelsen.

## Tillkomst

### Stoßtrupp Adolf Hitler
Föregångaren till SS var Stoßtrupp Adolf Hitler. I maj 1923 bildades på uppdrag av Adolf Hitler ett Saal-Schutz ("salskydd") för NSDAP. Detta bestod till en början av de två SA-medlemmarna Julius Schreck och Joseph Berchtold samt personer från Münchens Infanteriregemente 19. Saal-Schutz upplöstes i mitten av 1923 sedan Hermann Ehrhardt blivit osams med Ernst Röhm och Hitler. Istället fick tolv SA-män utgöra Stoßtrupp Adolf Hitler, som hade till uppgift att skydda Hitler från angrepp från partiets egna kampgrupper. Julius Schreck och Josef Berchtold var ansvariga för gruppen. Till medlemmarna hörde även Emil Maurice och Ulrich Graf. Efter den misslyckade ölkällarkuppen i november 1923 förbjöds gruppen tillsammans med NSDAP och upplöstes.

### Bildandet av SS
Den 1 april 1925 fick Julius Schreck i uppdrag av Hitler att bilda en ny enhet med uppgift att ta över salskyddet vid partimötena. Redan den 4 april bildades den nya gruppen av åtta medlemmar ur den förutvarande Stoßtrupp Adolf Hitler. Organisationen utökades snabbt och spred sig över hela Tyskland. Den hade till en början en rad beteckningar som Saal-Schutz, Schutzkommando och Sturmstaffel fram till dess att namnet Schutzstaffel slutligen antogs officiellt vid partidagarna den 9 november samma år. Namnet tillkom på förslag av den dåvarande SA-ledaren Hermann Göring. Schreck blev nu Oberleiter och chef för SS.

### Uppgift
Hitler beskrev organisationens uppgifter i ett dekret den 7 november 1930 på detta sätt: "SS uppgift är främst att utöva polistjänst inom partiet." Från 1930 var Schutzstaffels symbol två bredvid varandra stående blixtliknande sigrunor på svart botten. Organisationens uppgift blev till en början att skydda partiets möten från våld och senare även att bekämpa nazisternas motståndare i Tyskland, liksom senare under andra världskriget även i de ockuperade länderna och kom därvid att behärska hela det statliga polisväsendet, särskilt den hemliga säkerhetspolisen Gestapo.

### Konkurrens med SA
Genom att begränsa det önskade antalet SS-män till tio procent av SA försökte SA-ledningen säkerställa att SS förblev litet. I ett Gau (partidistrikt) fick en SS-grupp byggas upp först sedan en fullständig SA-avdelning var på plats. Med undantag för Berlin, där SS skulle ha den dubbla styrkan, fastställdes den önskade storleken till högst tio man och en ledare.
År 1927 avgick Joseph Berchtold som Reichsführer-SS eftersom han var missnöjd med sitt begränsade handlingsutrymme. Han efterträddes av Erhard Heiden, som utnämnde en 27-årig medlem av Röhms frikår Bund Reichskriegsflagge till sin ställföreträdare: Heinrich Himmler. Heiden togs inte på allvar av SA och dess ledning. I SS-männens ögon bestod det överordnande SA av simpla slagskämpar, medan SA å sin sida betraktade SS med misstänksamhet med anledning av organisationens självpåtagna elitkaraktär, inte minst sedan Hitler den 9 november 1926 hade anförtrott SS vården av den så kallade blodsfanan (Blutfahne).

### Heinrich Himmler

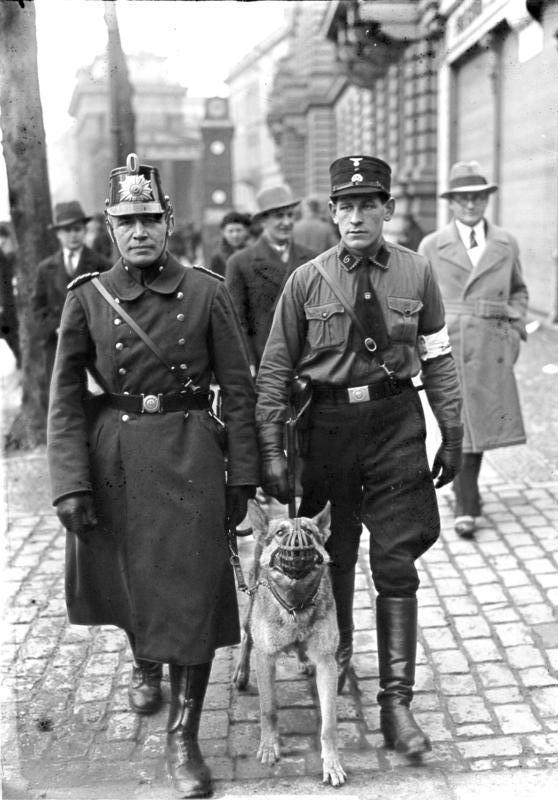
SS-Man ur Hilfspolizei (till höger) och tjänsteman ur Schutzpolizei med hund i Berlin på valdagen den 5 mars 1933.

Den 5 januari 1929 avskedade Hitler Heiden som Reichsführer-SS. Orsaken var att han hade låtit en judisk skräddare, som han hade ett vänskapligt förhållande till, sy hans svarta uniformsbyxor. Heiden bad den 22 januari 1929 att bli struken ur alla SS-rullor och vände sig åter till SA. I april 1933 mördades han i München på order av Heinrich Himmler.
Den 6 januari 1929 utnämnde Hitler Heinrich Himmler till chef för SS, som då hade ett medlemsantal på 280 man. Med Hitlers samtycke utökade Himmler SS till att vid slutet av 1932 omfatta 52 000 man. Efter ytterligare år, och efter det nazistiska maktövertagandet av Tyskland år 1933, hade medlemsantalet ökat till 300 000 man. Fram till Hitlers inträde i den tyska riksregeringen finansierades SS av privata medel och en stor del av personalen arbetade ideellt. 1933 började en viss finansiering genom inrikesministeriet införas och delar av SS- och SA-personal anställdes som extrapoliser, så kallad Hilfspolizei. Efterhand som nya politiska fängelser skapades och bevakningen av dessa övertogs av SS-Totenkopfverbände övertog inrikesministeriet avlöningen och finansieringen av dessa enheter, vilka växte fram i hela Tyskland.

## Himmlers SS-stat

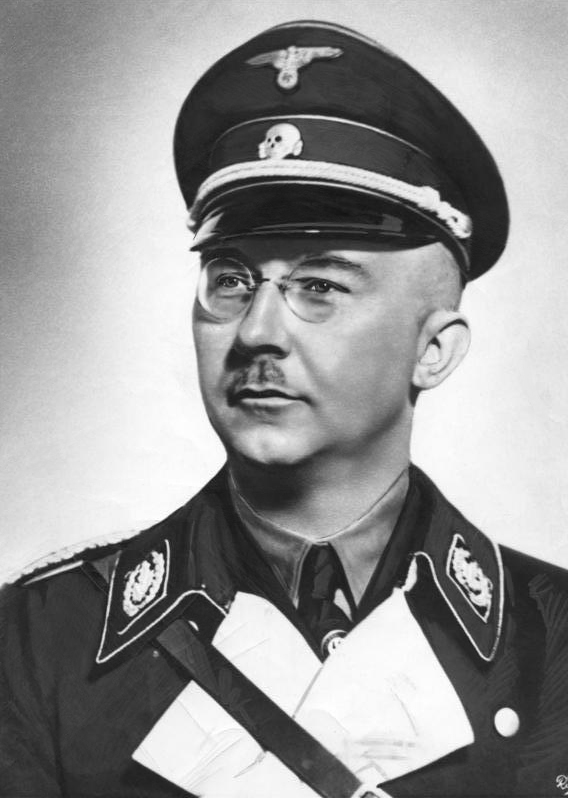
Heinrich Himmler år 1938.

### Polisen och säkerhetstjänsten
Heinrich Himmler, tillsammans med sin närmaste man, Reinhard Heydrich, konsoliderade den maktställning SS efterhand tillskansade sig inom det nazistiska partiet och senare även den tyska staten. År 1931 gavs Heydrich i uppdrag av Himmler att bygga upp en säkerhetstjänst (Sicherheitsdienst, SD) inom själva SS. År 1936 hade SS även tagit kontrollen över den hemliga säkerhetspolisen Gestapo. På nationell nivå (det fanns ingen tysk rikspolis) organiserade man också militära kasernerade enheter inom SS att användas inom Tyskland mot organiserat politiskt motstånd, så kallade SS-Verfügungstruppe. Dessa enheter finansierades också av inrikesministeriet och förutsågs underställas försvarsmakten i krigstid. Livvaktsenheten SS-Leibstandarte Adolf Hitler arbetade alltjämt med livvaktsskydd åt diktatorn.
Efterhand som större ekonomiska resurser ställdes till förfogande och regimens anseende växte utvidgades SS-enheterna, såväl de kasernerade som de ideella. Det skrevs även en marschmelodi med text som hyllar både SS och SA och som heter "Wenn die SS und die SA aufmarschiert". Den finns bevarad i en inspelning med en manskör och musikkår. Vid krigsutbrottet 1939 underställdes fyra SS-regementen försvarsmakten och även finansieringen övertogs av denna. I senare skeden utvidgades dessa till en fjärde försvarsgren, Waffen-SS. Ur de ideella SS-enheternas led rekryterades såväl SS-Totenkopfverbände för koncentrationsläger som andra polisliknande enheter för användning i de ockuperade territorierna. Sedermera utvidgades även dessa i takt med krigets ökade krav. SS byggde upp en omfattande stödproduktionsorganisation för sina enheter av samma dignitet som en försvarsgren inom försvarsmakten. Många polisbefäl och poliser anslöt sig till SS och många SS-män anslöt sig till polisen. Dessa kom med tiden att dominera polisorganisationerna i Tyskland i så stor utsträckning att hela polisväsendet slutligen övertogs av SS-organisationen, även om huvuddelen av poliserna inte ansågs vara SS-män i strikt bemärkelse.

### En fjärde försvarsgren

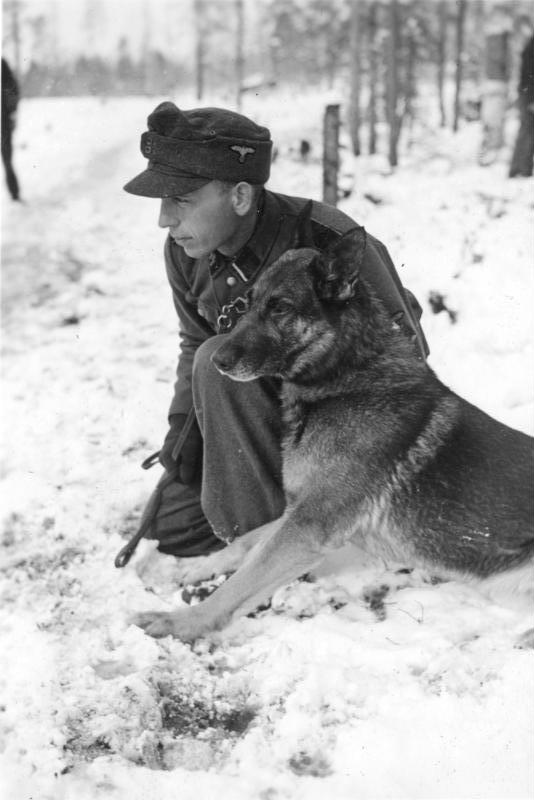
Sturmmann inom Waffen-SS i Norge 1940.

Vid andra världskrigets utbrott 1939 steg antalet medlemmar i SS till 250 000. Vidare organiserades Waffen-SS i december 1940 som en särskild gren inom SS för kunna samordna och utveckla de alltfler beväpnade SS-enheternas krigsinsatser och tillvarata SS-personalens och Reichführer-SS intressen inom den mycket stora reguljära krigsmakten (Wehrmacht). SS utvecklades under kriget till en effektiv resurs med många avdelningar, av vilka vissa bedrev långsiktigt utvecklingsarbete, bland annat inom områden som genetik. I Sovjetunionen övertog man exempelvis landets genbank för växter, vilken fördes från Ukraina till Tredje riket av Heinz Brücher. Under SS storhetstid kunde organisationens blotta namn och dess fruktade rykte om effektivt och brutalt våld skrämma vem som helst. Hitler gav SS kontrollen över samtliga koncentrationsläger och gav även organisationen befogenhet att kontrollera övriga statsorgans maktutövande i alla de länder som ockuperades av tyskarna.

### Himmlers maktsfär
Himmler hade 1939 byggt upp SS till det viktigaste av Nazitysklands maktcentra, genom att sammansmälta SS-organisationen med de statliga myndigheter Himmler kontrollerade Reichssicherheitshauptamt (RSHA) och rikspolisstyrelsen Hauptamt Ordnungspolizei. Som rikskommissarie för befästandet av den tyska folkstammen fick Himmler 1939 ansvaret för att genomföra Hitlers raspolitik. Under kriget utvecklades SS militära del, Waffen-SS, till en fjärde försvarsgren.
Himmlers maktsfär avgränsades av de ämbeten som han personligen innehade (i kronologisk ordning):
- Reichsführer-SS 1929
- Partibefullmäktigad för rasfrågor (Beauftragter der NSDAP für alle Volkstumsfragen)
- Rikspolischef (Chef der Deutschen Polizei) 1936
- Ordförande för föreningen Ahnenerbe (Verein "Das Ahnenerbe") 1936
- Ordförande för föreningen Lebensborn (Verein "Lebensborn e.V.") 1936
- Inrikesminister i Tyska Riket Preussen (Reichs- und Preussischer Minister des Innern) 1943
- Generalfullmäktige för statsförvaltningen (Generalbevollmächtigter für die Verwaltung) 1943
- Chef för arméns materielanskaffning och chef för hemmaarmén (Chef der Heeresrüstung und Befehlshaber des Ersatzheeres) efter 20 juli-attentatet 1944 [5]

## Medlemmar

### SS-befälets sociologi
| SS-befälets klasstillhörighet 1938 |                  |                 |                      |
| Samhällsklass                      | Vid inträde i SS | Under uppväxten | Befolkningen i stort |
| Arbetarklass                       | 25 %             | 26 %            | 55 %                 |
| Lägre medelklass                   | 42 %             | 56 %            | 43 %                 |
| Högre medelklass                   | 33 %             | 18 %            | 3 %                  |
| Källa:                             |                  |                 |                      |

En socialhistorisk undersökning av SS-befälet (SS-Untersturmführer och högre grader; se nedan) sociala ställning före kriget, visar att arbetarklassen var underrepresenterad, men i jämförelse med andra tyska eliter (till exempel officerskåren) så var den starkt representerad bland SS-befälet. Kvalificerade yrkesarbetare dominerade bland de arbetare som blev SS-befäl. Andelen SS-befäl från lägre medelklass motsvarade klassens andel av befolkningen i stort. De flesta av dessa var privatanställda tjänstemän, medan statstjänstemännen var relativt fåtaliga. Den högre medelklassen var starkt överrepresenterad bland SS-befälet; akademiker och studenter dominerade denna grupp. Många av de SS-befäl som tillhörde den högre medelklassen kom dock från en bakgrund i den lägre medelklassen. Utbildningsmässigt stod SS-befälet över majoriteten av den tyska befolkningen; en tredjedel hade avlagt studentexamen eller högre examina, en femtedel hade examen på realskolenivå; en tredjedel hade enbart folkskola. Den relativt stora bredden på den sociala rekryteringen berodde på att man i SS inte hade formella utbildningskrav som grund för antagning som SS-befäl.

### Grader
Inom parentes anges motsvarande grader i dåvarande tyska armén (Wehrmacht). Bilderna till höger visar kragspeglar.
Högre befälsgrader
- SS-Oberstgruppenführer (Generaloberst)
- SS-Obergruppenführer (General)
- SS-Gruppenführer (Generalleutnant)
- SS-Brigadeführer (Generalmajor)

Befälsgrader
- SS-Oberführer (Oberst)
- SS-Standartenführer (Oberst)
- SS-Obersturmbannführer (Oberstleutnant)
- SS-Sturmbannführer (Major)
- SS-Hauptsturmführer (Hauptmann)
- SS-Obersturmführer (Oberleutnant)
- SS-Untersturmführer (Leutnant)

Underbefälsgrader
- SS-Sturmscharführer (Stabsfeldwebel) (endast Waffen-SS)
- SS-Hauptscharführer (Oberfeldwebel)
- SS-Oberscharführer (Feldwebel)
- SS-Scharführer (Unterfeldwebel)
- SS-Unterscharführer (Unteroffizier)

Manskapsgrader
- SS-Rottenführer (Obergefreiter)
- SS-Sturmmann (Gefreiter)
- SS-Mann (Schütze)

### Reichsführer-SS (chef för SS)
- Julius Schreck (1925–1926)
- Joseph Berchtold (1926–1927)
- Erhard Heiden (1927–1929)
- Heinrich Himmler (1929–1945)
- Karl Hanke (1945)

### Uniformer

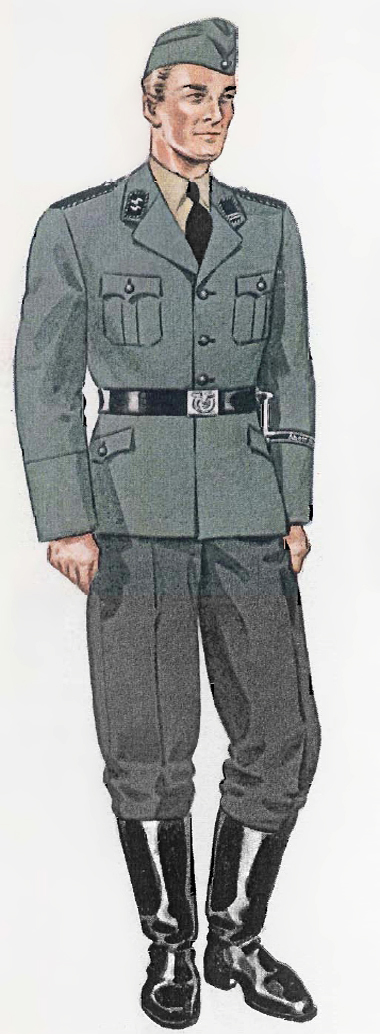
1939

Före 1932 hade SS likadana uniformer som SA, med undantag för en svart slips och en svart skärmmössa med en dödskallesymbol. Senare infördes en svart uniform av modernt snitt som designades av Karl Diebitsch samt SS-medlemmen Walter Heck. En långlivad myt är att det var Hugo Boss som designade uniformen, vilket inte stämmer, däremot tillverkade deras fabriker uniformerna till SS.  Strax före krigsutbrottet 1939 togs även en fältgrå uniform fram. SS-män som var fast anställda eller reservister i polisen bar ett tilläggstecken "SS" på sin polisuniform.
SS-emblemet med två stiliserade Sig-runor skapades av Walter Heck och den kom att pryda allt från personliga tillhörigheter till flaggor, standar, kragspeglar och hjälmar. Den tyska allmänheten lär ha beundrat disciplinen inom SS, särskilt i jämförelse med stormtrupperna SA som inte sällan ägnade sig åt slumpmässigt våld. Mottot för SS var "Min ära heter trohet" (Meine Ehre heißt Treue).

### SS Hederssvärd
SS Hederssvärd var ett kort ceremonisvärd som utdelades av Reichsführer-SS Heinrich Himmler till förtjänta SS-officerare.

## Efter kriget
Mot slutet av kriget begav sig en grupp före detta SS-officerare till Argentina där de organiserade ett hemligt nätverk för de nazister som skulle komma att fly från det besegrade väldet i Europa. Nätverket fick namnet ODESSA (en akronym för Organisation der ehemaligen SS-Angehörigen) och hade kontakter i bland annat Tyskland, Schweiz, Italien och Vatikanstaten samt med operativ bas i Buenos Aires. ODESSA hjälpte Adolf Eichmann, Erich Priebke och många andra att finna en fristad i Latinamerika.
Den 30 september 1946 förklarade krigsförbrytartribunalen i Nürnberg i sitt domslut, att hela SS var en kriminell organisation. Förklaringen underströks av uttalandet "SS användes för brottsliga syften, innefattande förföljelse och utrotning av judar, brutalitet och mord i koncentrationslägren, excesser i förvaltningen av ockuperade områden, verkställandet av slavarbetsprogrammet, samt den undermåliga behandlingen av och morden på krigsfångar." (IMT, 1946, vol. XXII, s. 516). Krigsförbrytardomstolen fortsatte med att förklara att misstanke om krigsförbrytelser bör åvila alla personer som "officiellt antagits som medlemmar i SS...personer som blev eller förblev medlemmar av organisationen med vetskap om att den användes för utförandet av gärningar som förklarats brottsliga i Artikel 6 i "London War Crimes Charter" (IMT, 1947-1949, vol. XXII, s. 517).
I dagens Tyskland är många av nazisterna utnyttjade symboler förbjudna att visas i olika sammanhang. Därför kan man ibland se organisationen SS skrivas som "XX" och Sig-runorna i emblemet censurerade på bilder.